# Hszü Jun
Hszü Jun (Hsu Yun) (kínai: 虚云, születési nevén: Hsziao Ku-jan (Xiao Guyan) (萧古巖), 1840? augusztus 26. – 1959. október 13.) neves kínai származású csan buddhista mester, a 19. és a 20. század egyik legbefolyásosabb csan buddhista tanítója.

## Élete
Hszü Jun (Hsu Yun) augusztus 26-án született Fucsien (Fujian)ben a Csing (Qing)-dinasztia idején. Édesanyja a szülés után meghalt. Tao Kuang (Daoguang) császár uralkodásának harmincadik évében (1850) volt 11 éves, az édesapja ekkor tért vissza Csüancsou (Quanzhou) városba. A fiatal Hszü Jun (Hsu Yun) legelőször nagyanyja temetésén találkozott a buddhizmussal 14 éves korában. Onnantól kezdve kijelentette, hogy szeretné hátra hagyni a világi életet. Édesapja a buddhizmus helyett azonban a taoizmus híve volt és ennek megfelelően adta be fiát taníttatni. Hszü Jun (Hsu Yun) már a legelejétől elégedetlen volt a taoista tanításokkal, amelyekről úgy vélte, hogy a létezés mélyebb igazságait nem képesek megtanítani. Aztán egy régi könyvben talált rá Kuan-jin (Guanyin) életének elbeszélésére. Ez nagyon mélyen érintette és elhatározta, hogy beáll buddhista szerzetesnek.
Hszü Jun (Hsu Yun)t 17 évesen egy sikertelen szökési kísérlet után erőszakkal köttettek vele két érdekházasságot, amelyet még a nagyanyja álmodott meg számára. Hszü Jun (Hsu Yun) azonban ekkorra már megértette a forma ürességének tanítását és világosan értette az éntelenséget is. A buddhista gyakorlatokban társa lett és egyben közeli barátja Fu Kuo, akivel együtt látogatott el 19 éves korában a Dob-hegyhez Fucsou (Fuzhou) városban. Elutazása előtt a feleségeinek hátra hagyta a „Bőrtáska éneke című” saját versét. which he left behind for his two wives. Beállt végre szerzetesnek és amikor az édesapja embereket küldött érte, hogy vigyék vissza, bezárkózott egy barlangba és aszkétaként élt három éven át, teljesen egyedül. 25 éves korában értesült arról, hogy édesapja elhunyt és a mostohaanyja és két felesége is beállt buddhista apácának.
Hszü Jun (Hsu Yun) remeteévei alatt magas tudati szintet ért el. Egy Jung Csing (Yung Ching) nevű tanítómesternek sikerült meggyőznie Hszü Jun (Hsu Yun)t, hogy hagyjon fel az önsanyargató aszkézissel, és gyakorolja a középutat. Ezután hétéves zarándokútra ment a Putuo-hegyhez, amelyet a kínai buddhizmusban Avalókitésvara bodhimandalájának (megvilágosodási hely) tartanak.
43 évesen Hszü Jun (Hsu Yun) újabb zarándoklatra indult, ezúttal a Vutaj (Wutai)-hegyhez, (Mandzsusrí bodhimandalája), és útja során három lépésenként teljes leborulást végzett. Közben azért imádkozott, hogy elhunyt szülei a Tiszta Földön szülessenek újjá. Az útja során Hszü Jun (Hsu Yun) életét kétszer is megmentette egy koldus, akiről később Hszü Jun (Hsu Yun) úgy vélte, hogy Mandzsusrí inkarnációja volt.
Hszü Jun (Hsu Yun) ezután Tibetbe utazott és számtalan kolostorba ellátogatott, köztük a Potala palotába is, ahol találkozott a dalai lámával és a pancsen lámával. Ezután folytatta útját Indián, Srí Lankán és Burmán át. Úgy érezte, hogy tudata kitisztul és egészsége megerősödik. Utazásai során számtalan költeményt írt. 53 éves volt, amikor visszatért Kínába, ahol más buddhista mesterekkel együtt folytatta a gyakorlatokat. Önéletrajzi írásában arról is beszámolt, hogy 56 éves korában, hogyan történt a megvilágosodása.
Hszü Jun (Hsu Yun) fáradhatatlanul folytatta bódhiszattvaként a munkáját. Tanításokat adott és régi templomokat állított helyre, és követői akadtak egész Ázsia-szerte. Hszü Jun (Hsu Yun) a második világháború idején Kínában maradt, hogy támogassa a kínai buddhista közösségeket - ahelyett, hogy Hongkongba vagy Tajvanba menekült volna. A kommunisták szörnyű kínzásokat végeztek rajta.
1953-ban Hszü Jun (Hsu Yun), Jüan Jing (Yuan Ying) és más dharma mester, megalapították a Kínai Buddhista Szövetséget a Kuang Csi (Kuang Chi) kolostorban. Hárompontos petíciót készítettek, amelyet a párt elfogadott. Hszü Jun (Hsu Yun) 1959-ben megbetegedett és hamarosan elhunyt.